# Новицкий, Павел Иванович (вице-адмирал)
Павел Иванович Новицкий  (23 июня 1857 — 15 декабря 1917, Малахов курган) - русский военно-морской офицер, вице-адмирал (1913). Участник Первой мировой войны. Убит матросами в ходе красного террора в Севастополе в декабре 1917 года. 

## Биография
Родился в семье подпоручика корпуса флотских штурманов Ивана Новицкого. Образование получил в Морском кадетском корпусе, который окончил в 1878 году. 1 января 1884 года произведен в лейтенанты. 1 января 1892 года назначено содержание по чину капитан-лейтенанта. В 1892-1893 годах командовал миноносцем «Сухум», в 1899-1901 - транспортом «Псезаапе», в 1901 году - пароходом «Колхида». 6 декабря 1897 года произведен в капитаны 2-го ранга. В 1901-1902 годах -  командир минного крейсера «Казарский», в 1902-1904 годах - морской канонерской лодки «Уралец». В 1906 году флаг-капитан командира практической эскадры Черного моря. 22 января 1907 года назначен командиром эскадренного броненосца «Двенадцать Апостолов». В 1908-1909 годах - командовал новейшим крейсером «Память Меркурия». 
В 1909-1911 годах начальник штаба Северного порта, в 1911 году - начальник штаба действующего флота, затем - начальник штаба командующего силами Черного моря, короткое время - ВРИД командующего силами Черного моря. В 1911-1912 годах начальник Черноморской минной дивизии. Вице-адмирал (14.4.1913).
Перед началом Первой мировой войны 20 июля 1914 назначен начальником бригады линейных кораблей Черноморского отряда. С 21 июля 1916 главный командир Севастопольского порта. После Февральской революции был отстранен от должности и 24 марта 1917 года был зачислен в резерв чинов Черноморского флота. 12 августа 1917 года уволен в отставку с производством в адмиралы.
Остался проживать в Севастополе, был самочинно схвачен большевизированными матросами и расстрелян 15 декабря 1917 в ходе красного террора в Севастополе в числе большого числа морских офицеров на Малаховом кургане.

## Семья
Жена: Бартенева Вера Ивановна (1872-1938).
- Сын: Новицкий Борис Павлович (20.7.1898 – 1971) - капитан 1-го ранга (15.2.1943), ст. преподаватель Каспийского Высшего военно-морского училища (1942-1943), Военно-морской академии (1945) и Ленинградского Высшего военно-морского училища (1948–1952), художник-маринист.